# Liolaemus paulinae
Liolaemus paulinae — вид ігуаноподібних ящірок родини Liolaemidae. Ендемік Чилі.

## Поширення і екологія
Liolaemus paulinae відомі з типової місцевості, розташованої на північному березі річки Лоа, поблизу Калами, в регіоні Антофагаста. Вони живуть в гірських чагарникових заростях. Зустрічаються на висоті від 2200 до 2600 м над рівнем моря. Живляться безхребетними.

## Збереження
МСОП класифікує цей вид як такий, що перебуває на межі зникнення. Liolaemus paulinae загрожує знищення природного середовища.